# Prix du Budget
Le prix du Budget, de la fondation du même nom, est un ancien prix biennal de poésie, créé en 1860 par l'Académie française et « décerné alternativement à un ouvrage de poésie et à un ouvrage d’éloquence ».
L'Académie propose le plus souvent des sujets à thème tels que Sully, Buffon ou une impression de voyage.

## Liste des lauréats
- 1870 : 
  - Jules Gourdault (1838-191.?) pour Sully
  - François-Tommy Perrens pour Sully
- 1872 : Armand Lagrolet pour Éloge de Vauban
- 1874 : 
  - Siméon Bernage pour Éloge de Bourdaloue - La religion chrétienne est la réforme du cœur
  - Anatole Feugère (1843-1877) pour Éloge de Bourdaloue
- 1876 : Émile Gebhart pour Le génie de Rabelais
- 1878 : 
  - Félix Hémon (1848-1916) pour Éloge de Buffon
  - Narcisse Michaut (1846-18..) pour Éloge de Buffon
- 1882 : Félix Hémon (1848-1916) pour Éloge de Rotrou - Qui meurt par sa vertu revit par sa mémoire
- 1884 : 
  - Pasteur Gustave Fabre pour Vie et œuvres d’Agrippa d’Aubigné
  - Paul Morillot (1858-19..) pour Vie et œuvres d’Agrippa d’Aubigné
- 1892 : Samuel Rocheblave (1854-1944) pour Joseph de Maistre. "Fors l’honneur, nul souci"
- 1932 : Raoul Duhamel pour Eugène Delacroix, peintre et écrivain
- 1934 : 
  - Albert Bazouin pour Ut pictura poesis. Les fleurs
  - Nicolas Beauduin (1880-1960) pour Argo, navire ailé
  - François Dellevaux
  - Miguel Zamacoïs pour La conquête de l’air
- 1935 : Edmond André Rocher pour Ici vécut Ronsard
- 1936 : Marc Belaud pour Le génie colonisateur de la France
- 1937 : 
  - René Soudée pour Éloge de Descartes
  - Jean Suberville (1887-1953) pour L’année du Cid
- 1941 : 
  - André Gain (1897-1977) pour Une impression de voyage
  - Octave Galtier pour Une impression de voyage
  - Jean Mariat pour un sujet libre
  - Mme Henri Péchot pour La Vie familiale
- 1942 : 
  - Léopold-Albert Constans
  - Adrienne Parlebas
- 1943 : Madeleine Saint-René Taillandier pour Poèmes
- 1944 : Sujet : Poésie c'est délivrance
  - Elisabeth Bardet
  - Félix Benoit du Rey
  - Marius-François Guyrad
  - Mme Dominique Renouard (1893-1967)
  - Henriette Sauret (1890-1976?)
- 1945 : 
  - Gaston Charbonnier pour Le Silence
  - Camille Vilain pour Le Silence
- 1946 : Émile-Albert Babeau pour La Liberté
- 1947 : Jean Sarrailhé pour Poèmes du silence et de la solitude
- 1951 : Mme A. de Budé pour Devise "j’attends mon astre", sur Honoré de Balzac
- 1952 : 
  - Mme S. Duval-Haller pour Mérimée
  - Henry Planche (1915-1998) pour Mérimée
- 1953 : Henri Maugis pour "Flamma tenax", Ode à Victor Hugo
- 1954 : Pierre Grandgeorges pour Michelet écrivain
- 1956 : André Mabille de Poncheville pour Servir (Sujet Maurice Barrès)
- 1958 : Eugène Martin-Chabot (1880-1975) pour Chanson de la Croisade des Albigeois[2]
- 1962 : Guy Turbet-Delof (1922-2008) pour l'ensemble de son œuvre
- 1965 : Charles Dhers pour La rose au cœur
- 1966 : Pierre Marteau pour l'ensemble de son œuvre
- 1967 : Louis Porterie pour l'ensemble de son œuvre